# Onthophilus intermixtus
Onthophilus intermixtus är en skalbaggsart som beskrevs av Helava 1978. Onthophilus intermixtus ingår i släktet Onthophilus och familjen stumpbaggar. Inga underarter finns listade i Catalogue of Life.